# 苏家坨地区
苏家坨地区是中华人民共和国北京市海淀区下辖的一个地区办事处，同时保留苏家坨镇名称，其行政事务机构实行“一套人马，两块牌子”的体制，地区办事处与镇政府合署办公，位于西山东麓，2003年由原苏家坨乡、北安河乡、聂各庄乡合并而来，2011年挂苏家坨地区办事处牌。

## 历史

### 苏家坨乡
现苏家坨镇东部为原苏家坨乡所辖区域，该区域在元朝属昌平县，明清两代大部分属昌平州，唯后沙涧村当时为延庆州飛地，民国时期亦为延庆县所辖。:2151949年10月，苏家坨、西小营、三星庄、柳林等村属昌平县二区，前沙涧、后沙涧村属昌平县六区。
在1953年的行政区划调整中，苏家坨、三星庄合为苏家坨乡，前、后沙涧村划为沙涧乡，西小营、前柳林、后柳林等村合为柳林乡。:2151955年，苏家坨乡、柳林乡和常乐乡合并为苏家坨乡，三年后常乐乡划入西山农场，同时前沙涧、后沙涧两村从阳坊乡划出，并与苏家坨乡下辖的五个村从昌平县划入海淀区，从而组成永丰人民公社苏家坨管理站，1961年成立苏家坨人民公社，1983年复置苏家坨乡。:215
截至1990年，苏家坨乡下辖8个村民委员会，13个自然村，1个居民委员会，总面积26.48平方千米，境内水系包括南沙河的三条支流，即沙涧河、柳林河、三星庄河。:215彼时苏家坨乡所辖的村委会包括后沙涧、前沙涧、北庄子、柳林、苏一二、苏三四、西小营、三星庄。:218

### 北安河乡
现苏家坨镇西南部为原北安河乡所辖区域，这一区域在辽朝属辽南京析津府玉河县，元朝属昌平县，明清至民国初期大部分属宛平县，唯西埠头村属昌平州（县），1942年归入昌宛县，后属宛平县，1952年划入北京市十三区，1956年成立北安河乡。:225民间传说北安河村早年的老住户分为两部分，其中一部分为给皇家看宅、看庙、看坟的人（部分为没落的八旗后裔），另一部分为到东北或是内蒙古做买卖的商人，因风水好而在此买地扎根。
1958年，北安河乡成为永丰人民公社的一个大队，1961年改为北安河人民公社，1984年1月复置北安河乡。截至1990年，北安河乡下辖7个村民委员会，9个自然村和1个居民委员会。:225当时北安河乡下辖的7个村委会包括西埠头、七王坟、草厂、北安河、周家巷、徐各庄、南安河。:226
“北安河”一名由“北安窝”（一说“北安窠”）谐音演化而来。:228

### 聂各庄乡
现苏家坨镇西北部为原聂各庄乡所辖区域，自元代至民国属昌平县，1950年属昌平县六区，后划归昌平县七区，1953年建乡，1956年并入阳坊乡，1958年与龙泉寺养禽场一同划入海淀区永丰人民公社，1964年6月改为西山农场并扩大吸收4个自然村，1984年按西山农场范围建立聂各庄乡。:267截至1990年，聂各庄乡下辖梁家园、台头村、聂各庄、车耳营4个村，隔京密引水渠与苏家坨乡相接。:268

## 行政区划

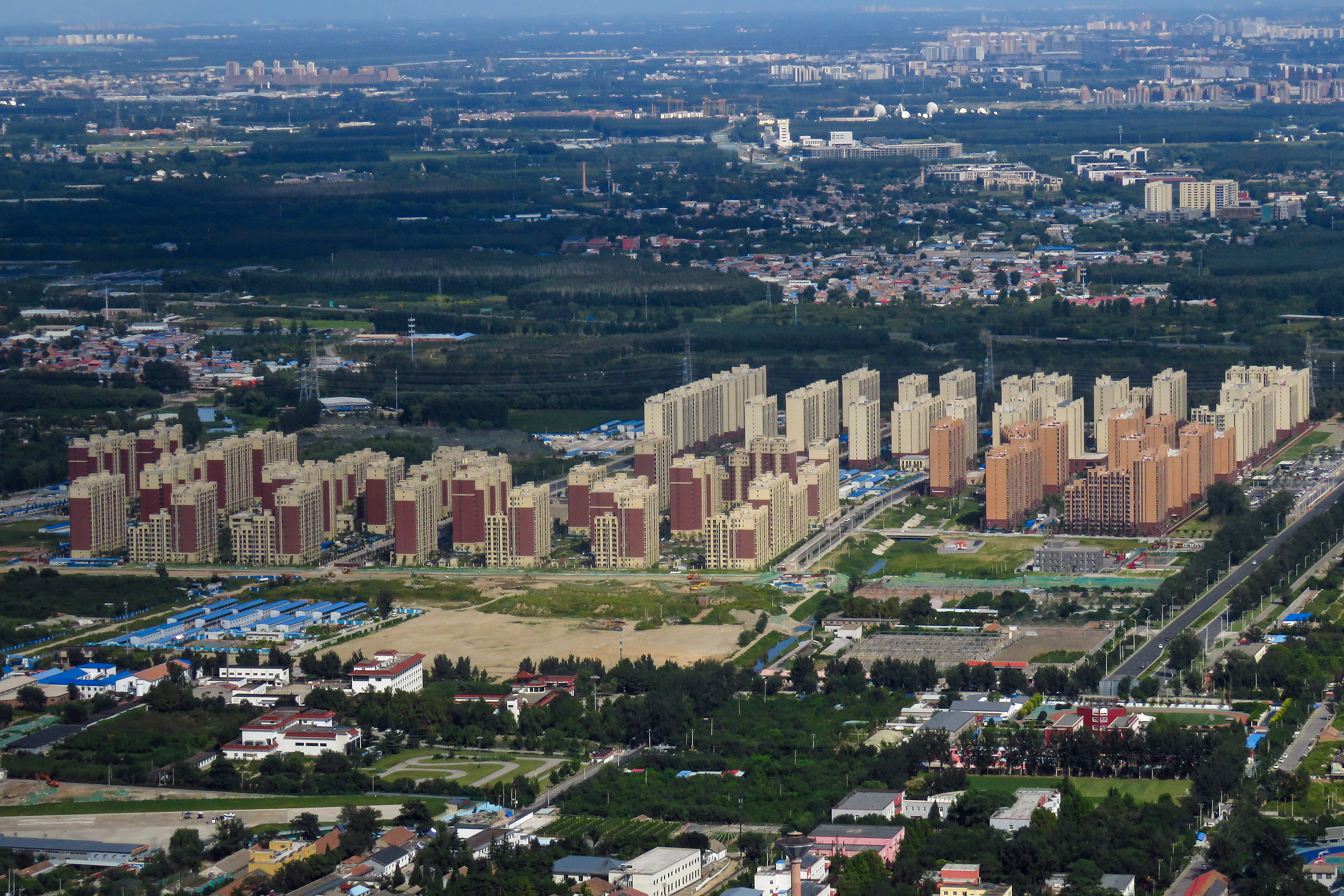
现名“安河家园”的北安河安置房

苏家坨地区下辖以下地区：
北分瑞利社区、北安河社区、聂各庄社区、稻香湖社区、前沙涧社区、同泽园东里社区、同泽园西里社区、安河家园东区社区、安河家园西区社区、三星庄村、苏一、二村、苏三、四村、西小营村、北庄子村、柳林村、前沙涧村、后沙涧村、南安河村、徐各庄村、周家巷村、北安河村、草厂村、西埠头村、七王坟村、梁家园村、台头村、聂各庄村和车耳营村。其中后沙涧在1949年以前曾为延庆州（县）管辖的飛地:215，以便延庆州（县）官吏在来往北京的途中休憩。:218

## 景点

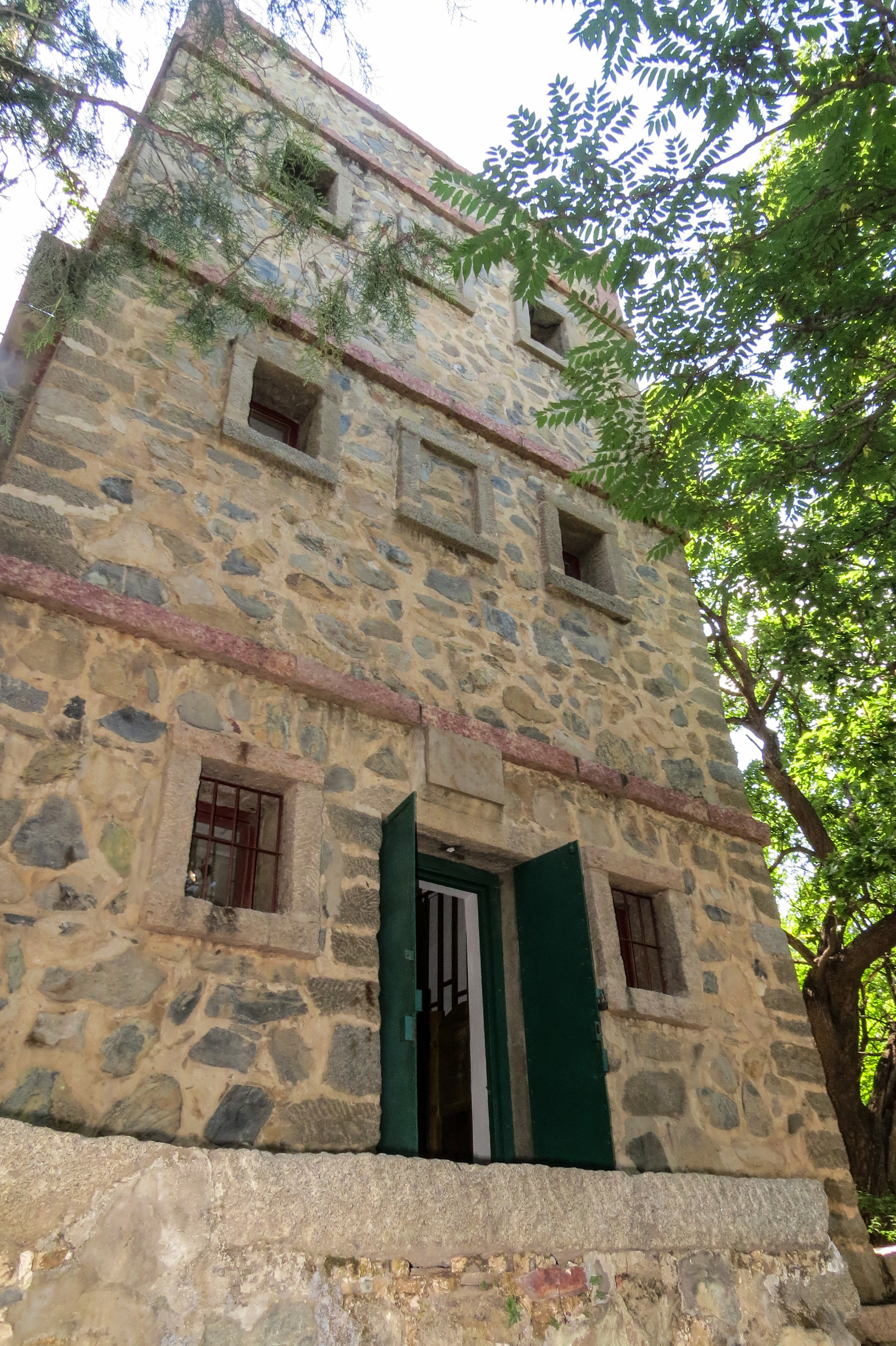
法国医生贝熙业1923年修建的贝家花园碉楼

苏家坨镇内的景点集中于辖区西侧（即地处西山东麓的原聂各庄、北安河两乡），较有名的风景区包括凤凰岭、阳台山（常与鹫峰国家森林公园分开列举）、大觉寺，并有道路连接这些景区。辖区东侧的主要景点则是稻香湖这一1984年由农民兴建的新兴风景区。:219
苏家坨地区内的各级文物保护单位主要包括龙泉寺、普照寺、大觉寺等古迹及鹫峰地震台、贝家花园等民国时期建筑。

## 交通
苏家坨地区主要的南北向道路为北安河路、温北路、温阳路，东西向干道北清路的起点亦在辖区内。
北京铁路西北环线纵贯苏家坨地区中西部，设寨口、聂各庄两站。2016年12月底开通的北京地铁16号线在北安河村设北安河车辆段，首三站（北安河、温阳路、稻香湖路）均在苏家坨地区内，其中温阳路站位于苏家坨、温泉两镇交界处。
1993年建成的北安河机场位于苏家坨地区九王坟，该机场目前为通用航空机场。